# Kamaxel

Animerad styrning av två ventiler med överliggande direktverkande kamaxel

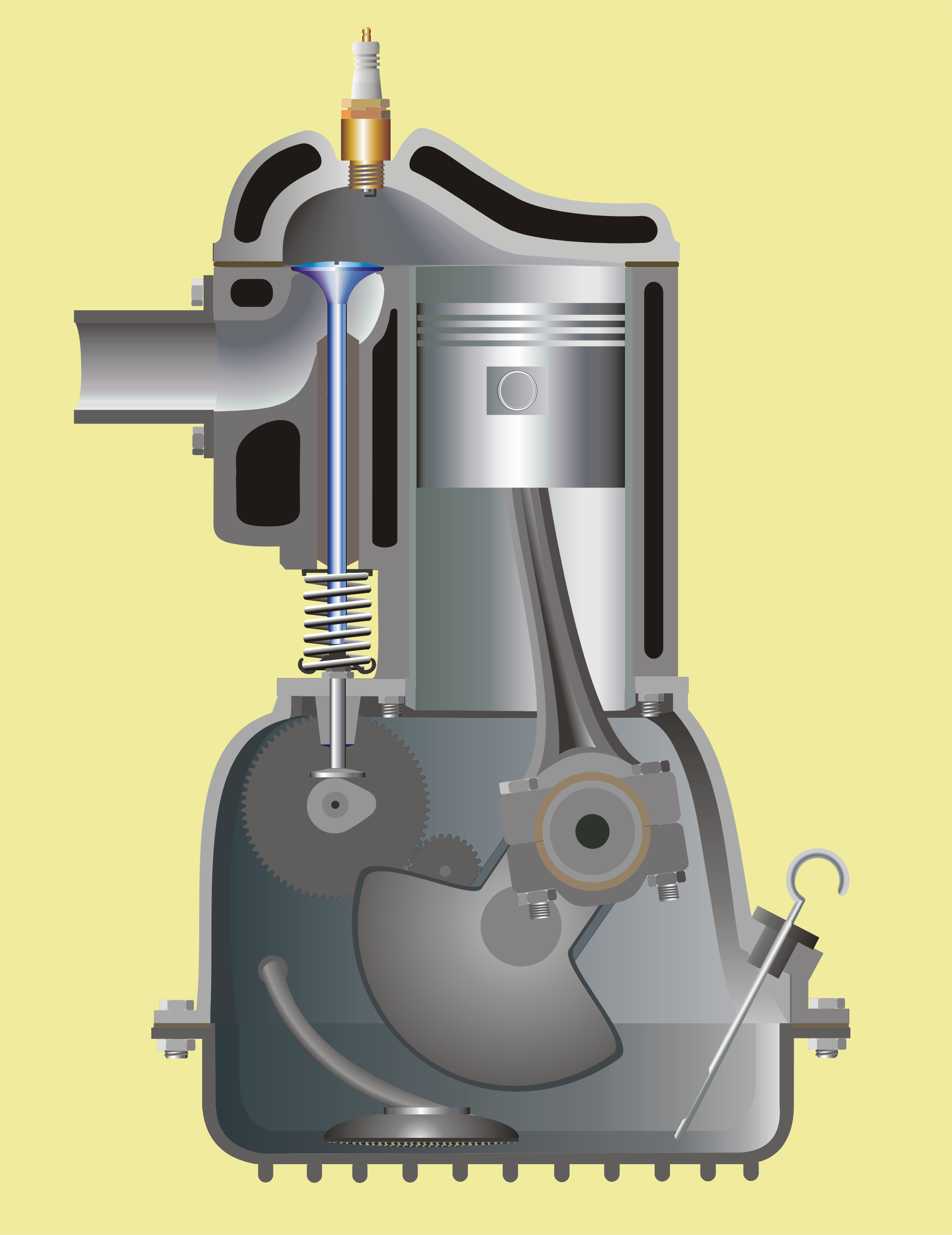
Sidventilmotor med lågt liggande kamaxel som påverkar ventilen direkt.

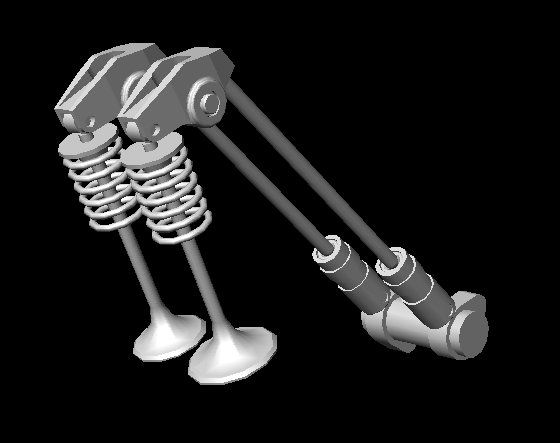
Lågt liggande kamaxel som påverkar ventiler via stötstång och vipparm

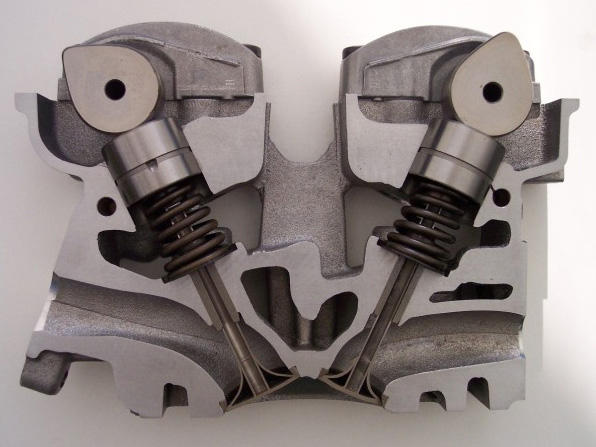
Dubbla överliggande kamaxlar som påverkar ventilerna direkt utan någon mellanliggande vipparm.

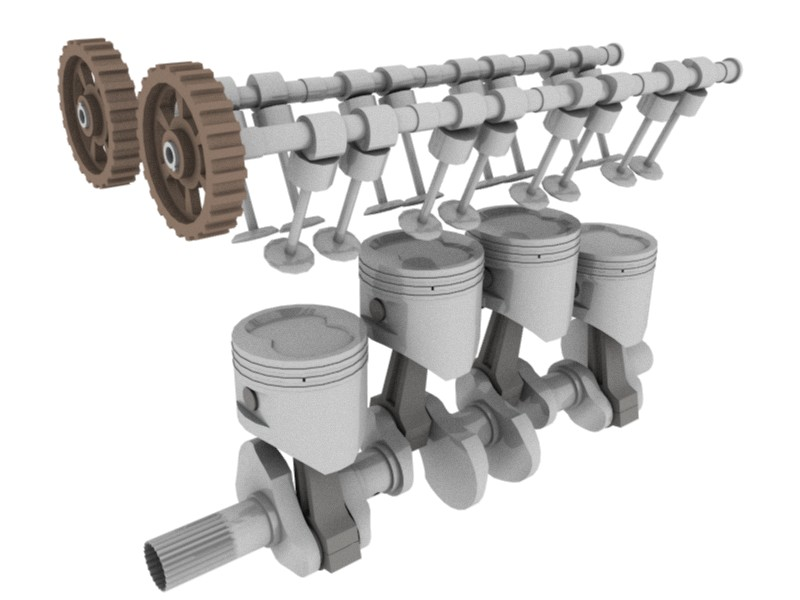
Dubbla överliggande kamaxlar till en 16 ventilers 4-cylindrig motor. Den ena kammen påverkar insugsventilerna och den andra påverkar avgasventilerna.

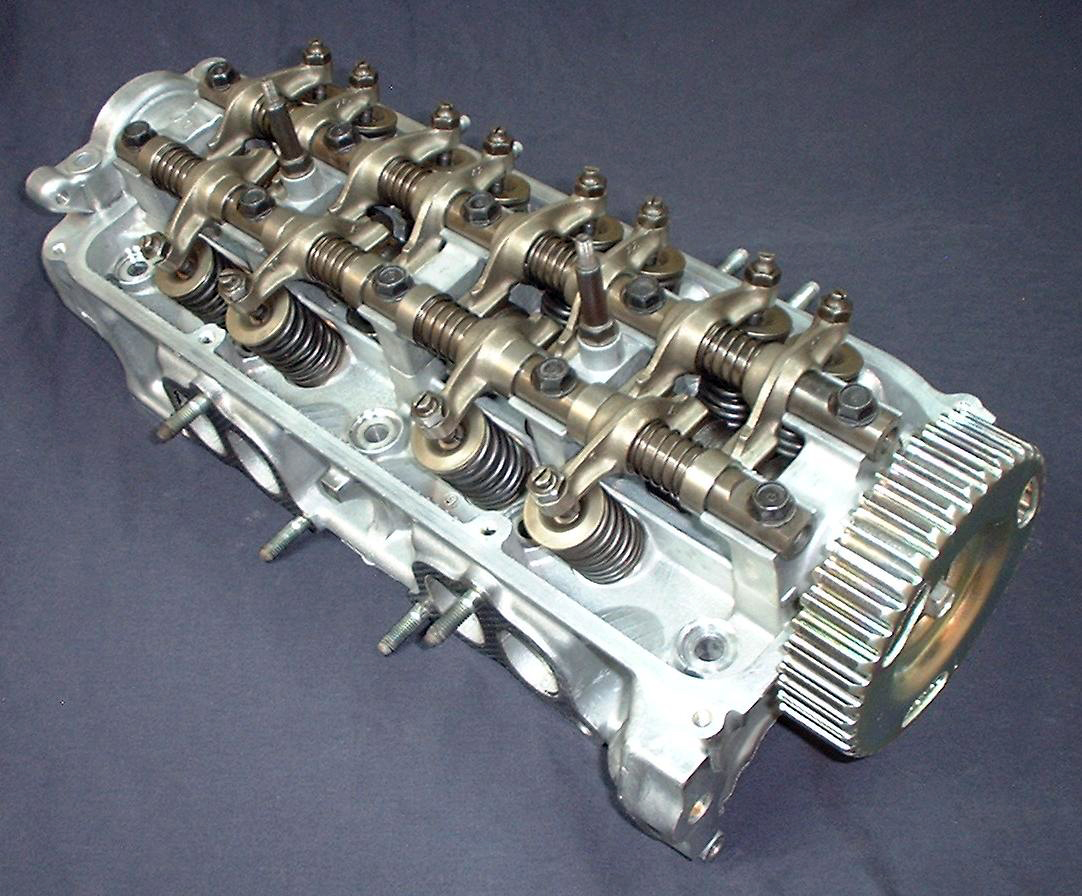
Cylinderhuvud med enkel överliggande kamaxel från en 1987 års Honda CRX Si. Kamaxeln är nätt och jämnt synlig och påverkar ventilerna via vipparmarna som syns tydligt i bilden.

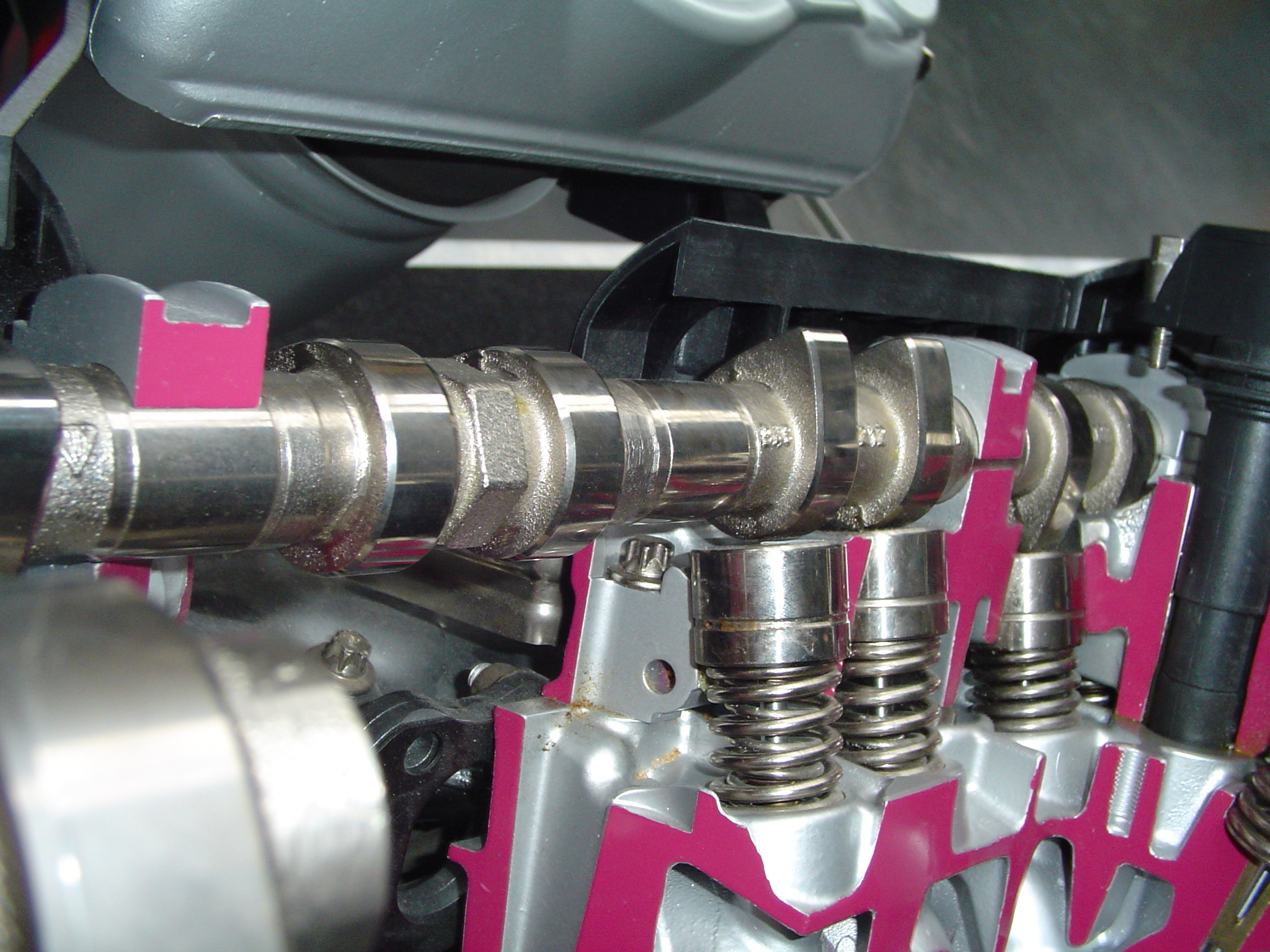
Genomskärning av direktverkande ventiler. Observera de dubbla ventilfjädrarna i varandra

Dubbla överliggande kamaxlar (överst) som styr öppning och stängning av ventilerna i en cylinder.

Kamaxel är en komponent i en kammekanism där en roterande axel med en eller flera kamytor styr följare så att den roterande rörelsen omvandlas till fram- och återgående rörelser.

## Allmänt
Kammen kan utformas så att den ger önskat rörelsemönster, till skillnad mot en vevaxel eller excenter, som endast ger en sinusformad rörelse. Följaren kan antingen vara en glidyta eller en rulle. Följaren kan röra sig linjärt eller sitta på en vipparm, som med olika lagringar kan ge rörelser i olika riktningar och utslag.
Kamaxlar används främst när man önskar linjära rörelser enligt speciella mönster, till exempel reglering av ventiler.
Vid arrangemanget SOHC (engelska: Single OverHead Cam shaft, enkel överliggande kamaxel) har motorn en högt placerad kamaxel som drivs med kamrem eller kamkedja, och som påverkar ventilerna (toppventiler) via vipparmar.
Vid arrangemanget DOHC (engelska: Double OverHead Cam shaft, dubbla överliggande kamaxlar) har motorn två högt placerade kamaxlar som drivs med kamrem eller kamkedja, och som påverkar ventilerna (toppventiler) direkt.
I fortsättningen beskrives kamaxlars användning för styrning av ventiler i kolvmotorer.

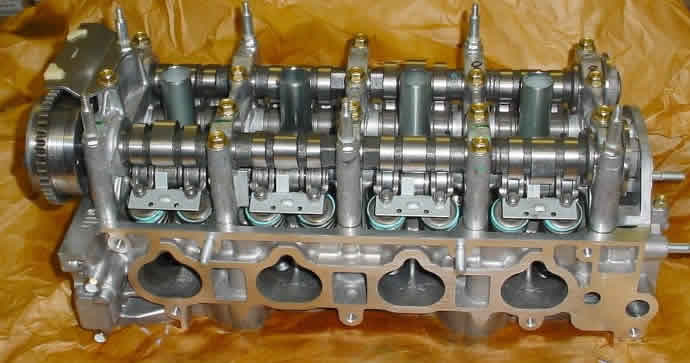
Ventilsystem till en Hondamotor (K20Z3) med i-VTEC system.

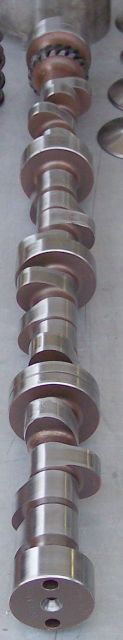
Kamaxel till en V-8-motor

## Kamaxelns funktioner och lösningar i en kolvmotor

### Utväxling
I en tvåtaktsmotor med avgasventiler ska varvtalet vara detsamma och kammarna kan då ibland sitta direkt på vevaxeln.
I en fyrtaktsmotor ska kamaxelns rotation vara hälften mot vevaxeln eftersom motorn arbetar med en cykel på två varv. Kamaxeln måste därför drivas via en kuggväxel eller rem/kedja som ger utväxlingen 2:1.
På fyrtaktsmotorer med elektroniska motorstyrsystem finns normalt en kamaxelgivare, så att styrsystemet vet vilket av de två vevaxelvarven som motsvarar insug-/kompressionstakt respektive expansions-/utblåsningstakt. Oftast utnyttjar kamaxelgivaren Halleffekten som ger en spänning som påverkas  genom en slits i cylindern när ett magnetfält i en roterande cylinder ändras.

### Antal kammar
För varje cylinder i en fyrtaktsmotor har kamaxeln minst två kammar, en för insugsventilen och en för avgasventilen. Vissa motorer har två insugsventiler kombinerat med en eller två avgasventiler, vilket kräver tre eller fyra kammar per cylinder.
Kamaxeln måste vara synkroniserad med vevaxeln så att ventilerna öppnar dels vid rätt takt och dels vid rätt vinkel i förhållande till kolvens övre eller lägre dödläge.
Vid kolvmotorer med vinklar mellan cylindrarna, till exempel V-motorer, boxermotorer och stjärnmotorer kan man ha en gemensam kamaxel om stötstångsmetoden används. Vid överliggande kamaxlar krävs flera uppsättningar av kamaxlar. En modern V-motor har därför en mer komplicerad ventilmekanism än en radmotor.

### Överföring av rörelse mellan kam och ventil

#### Lågt liggande kamaxel
En lågt liggande kamaxel är placerad i botten av motorn, bredvid vevaxeln, och drivs i allmänhet via ett kamaxeldrev.
I en sidventilsmotor överförs kammens rörelse direkt mot ventilerna. Ventilerna har ett långt ventilskaft och är placerade vid sidan om förbränningsutrymmet. Detta måste konstrueras så att det får en utsträckning vid sidan av kolv och cylinder, och ger en "krokig" strömningsväg för luft-bränsleblandningen. 
I en toppventilmotor med lågt liggande kamaxel överförs kammans rörelse till ventilerna via en stötstång och en vipparm.
Såväl sidventilens långa ventilskaft som toppventilens stötstång innebär fram- och återgående komponenter med stor massa som på grund av tröghetskrafter fungerar mindre väl vid höga varvtal.

#### Högt liggande kamaxel
En högt liggande kamaxel är placerad högre upp i motorn, ovanför förbränningsrummen, och drivas via en kamkedja eller kamrem. Kammens rörelse överförs via korta stötstänger med mindre massa och medger högre varvtal.

#### Överliggande kamaxel
En överliggande kamaxel är placerad i cylinderhuvudet eller topplocket och drivs via en kamkedja eller kamrem.
Kamaxeln kan påverka ventilerna direkt, men måste då vara placerad högst i cylinderhuvudet vilket ökar motorns höjd. Arrangemanget kräver "dubbla överliggande kamaxlar" (DOHC efter engelskans Double OverHead Cam shafts) för avgas- respektive insugningssidorna.
Kamaxeln kan också påverka ventilerna via vipparmar. Arrangemanget gör att det räcker med en överliggande kamaxel (SOHC, Single OverHead Cam shaft) och dels en mindre hög konstruktion, vilket är viktigt till exempel i utombordsmotorer.

### Andra aspekter

#### Ventilspel
När kammen är i sitt minimiläge utövar den ingen kraft på ventilen, som pressas tillbaka av sin ventilfjäder mot ventilsätet och uppnår sitt stängda läge. Om kammen i detta läge fortfarande påverkar ventilen kan den bli otillräckligt stängd, och i förbränningsfasen kan de heta gaserna strömma förbi den läckande ventilen. De heta gaserna kan skada ventilen och ventilsätet och orsaka en ökande grad av otäthet och till slut helt ödelägga ventilen.
För att kammen i minimiläget med säkerhet inte ska påverka ventilen måste det finnas ett visst spel mellan kam och ventil eller vipparm. Spelet måste vara tillräckligt stort så att anliggning undviks i minimiläget även vid temperaturvariationer och andra onoggrannheter. Detta spel måste regelbundet mätas upp med bladmått och justeras med en ställskruv. För direktverkande kammar sker justeringen genom att lägga in tunna metallbrickor, så kallade shims, med en sådan tjocklek att ett lämpligt spel uppnås.
I många fall har mekanisk justering ersatts med hydrauliska ventillyftare som består av en cylinder och en kolv med olja som fungerar på ett självjusterande sätt.

#### Ventilstängning
Normalt hålls ventilen stängd med en kraftig ventilfjäder, och öppning sker genom att kammen påverkar ventilen och övervinner fjäderkraften. Öppningsmanövern kräver ett mekaniskt arbete som kan förbruka en inte helt försumbar del av motorns effekt.
I vissa mer extrema motorer har man ett arrangemang med dubbla kammar för varje ventil, där kammar används både för att öppna och stänga ventilen. Arrangemanget kallas desmodromiska eller konjugerande kammekanismer och används till exempel av italienska motorcykeltillverkaren Ducati. Det förekommer även pneumatisk fjädring i kombination med vanliga kamaxlar för att åstadkomma en liknande effektivisering.

### Variabel ventilöppning
De klassiska kamaxelsystemen ger en fastlagd tidpunkt och längd för öppningsfasen, och blir en kompromiss som ska fungera på ett nöjaktigt sätt för olika varvtal.
System som möjliggör att anpassa ventilstyrningen under drift kan ge en mer optimal funktion hos motorn. Nedan anges exempel på system med variabel ventilstyrning.

#### Två kammar per ventil
En variabel ventilstyrning kan uppnås genom att använda två kammar per ventil, där den ena används vid låga varvtal och den andra vid högre. Bägge kammarna är engagerade hela tiden, men via en låsanordning kan val ske av vilken kam som påverkar en tredje vipparm som i sin tur påverkar ventilen. Låsanordningen regleras hydrauliskt av motorstyrsystemet. Systemet ger möjlighet att beroende på varvtal eller andra driftparametrar välja mellan två kammar som vardera har en öppningskarakteristik med en viss tidpunkt och längd för öppningsfasen.
Systemet används till exempel i Hondas VTEC-system.

#### Variabel kamvinkel
Genom att i drivändan av kamaxeln ha en mekanism som kan justera kamaxelns vinkel, så kan tidpunkten för öppningssekvensen justeras, men inte öppningsfasens längd. Typiskt så anordnas systemet så att ventilerna öppnar tidigare vid höga varvtal.
Systemet används till exempel i BMW:s VANOS system.

#### Avstängning av cylindrar
En mer grovkornig typ av "ventilreglering" är att vid vissa driftförhållanden kunna förhindra öppning av ventilerna för en eller flera cylindrar. Systemet möjliggör för motorn att arbeta med färre cylindrar vid låg belastning vilket sparar bränsle.
Systemet kan implementeras genom att använda hydrauliska ventillyftare som förses med en ventil som kan släppa ut trycket ur dessa. Systemet styrs av elektronik och kan snabbt återaktivera alla cylindrar när det behövs mer effekt.
Systemet används till exempel i Volkswagens 1,4 TSI ACT-motor.

#### Kamaxellös ventilstyrning
Ventilstyrning med kamaxel är en beprövad och pålitlig teknik, men med begränsade möjligheter till flexibel ventilöppning. Ett alternativ är att ha kamaxellös ventilstyrning, där man låter motorstyrsystemet styra elektromagneter eller hydraulkolvar som sedan påverkar ventilerna. På så sätt kan både tidpunkt, längd och storlek av ventilöppning styras helt flexibelt och anpassas efter till exempel varvtal och motoreffekt, vilket kan ge bättre verkningsgrad och högre effekt. Bland annat har Renault, BMW och Koenigsegg haft prototyper med sådana system. Koenigsegg har, med ett systerbolag kallat FREEValve, utvecklat en sådan kamaxellös ventilstyrning i sin modell Koenigsegg Regera.

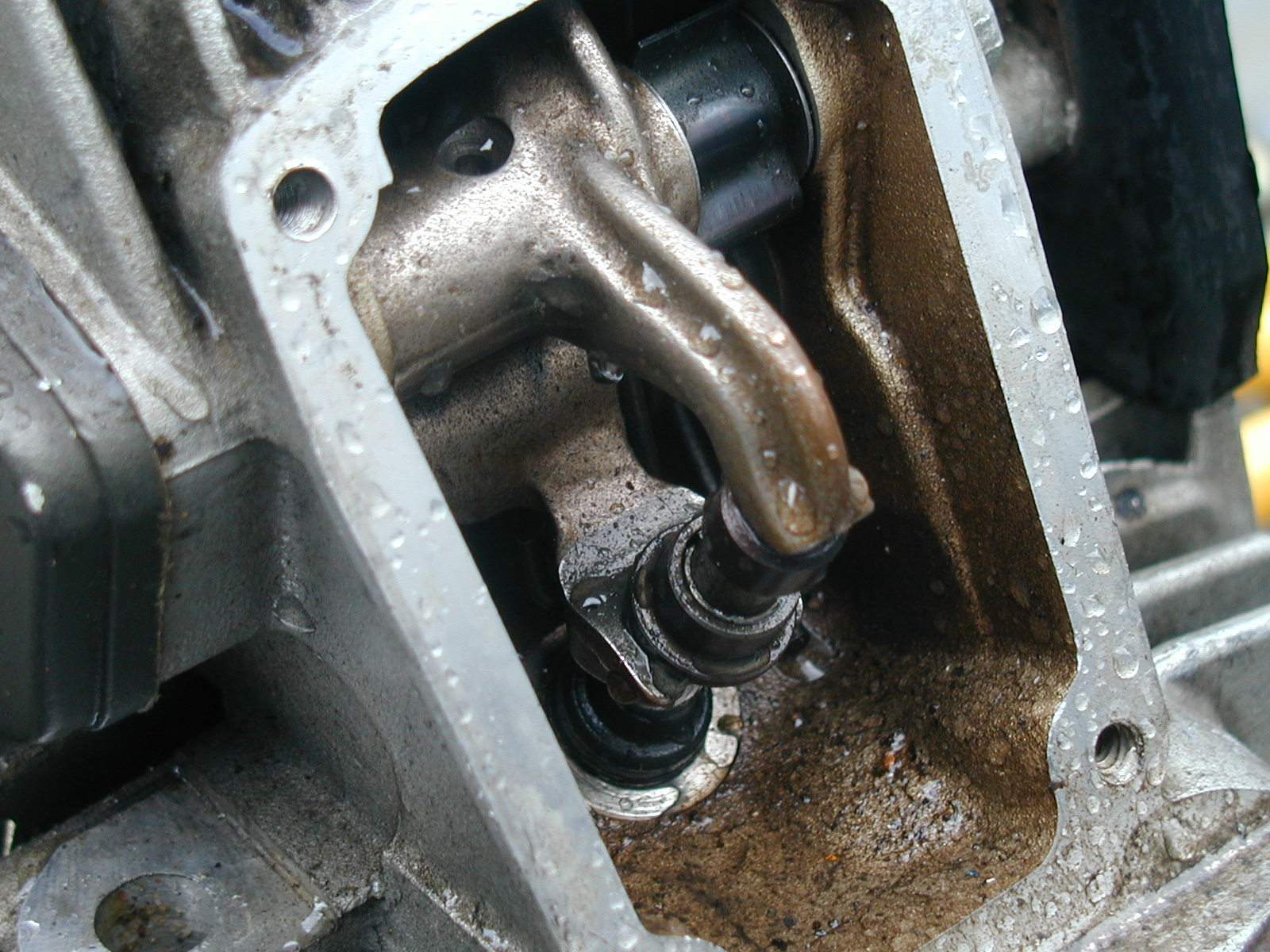
Desmodromiskt ventilsystem utan ventilfjädrar i en Ducati motorcykelmotor.

## Tillverkning och underhåll
Kamaxlar tillverkas vanligen av smidesstål, och bearbetas genom svarvning, fräsning, slipning och härdning. Slipningen av kammarna är komplicerad eftersom kammarna ska ha en speciell krökning. Kamaxlarna har vanligen borrade oljekanaler för smörjning av glidlagren och kammarna. Ytorna är behandlade för att minimera motorns inre friktion.
Drivhjul och eventuell givare placeras i ändarna liksom eventuell vinkeljusterare. På drivhjulet och kamaxeln finns alltid märkningar som gör att de kan monteras synkrona med säkerhet. På drivremmar finns vanligen motsvarande markeringar, så att antalet kuggar mellan hjulen blir rätt. Kamkedjor och kamremmar har vanligen en spännanordning på den sida som inte är dragande.
Om en kamkedja eller kamrem brister kan följden bli motorhaveri eftersom ventiler kan förbli öppna och slå i kolvarna. Motortillverkarna föreskriver intervall när byte av kamrem måste ske.

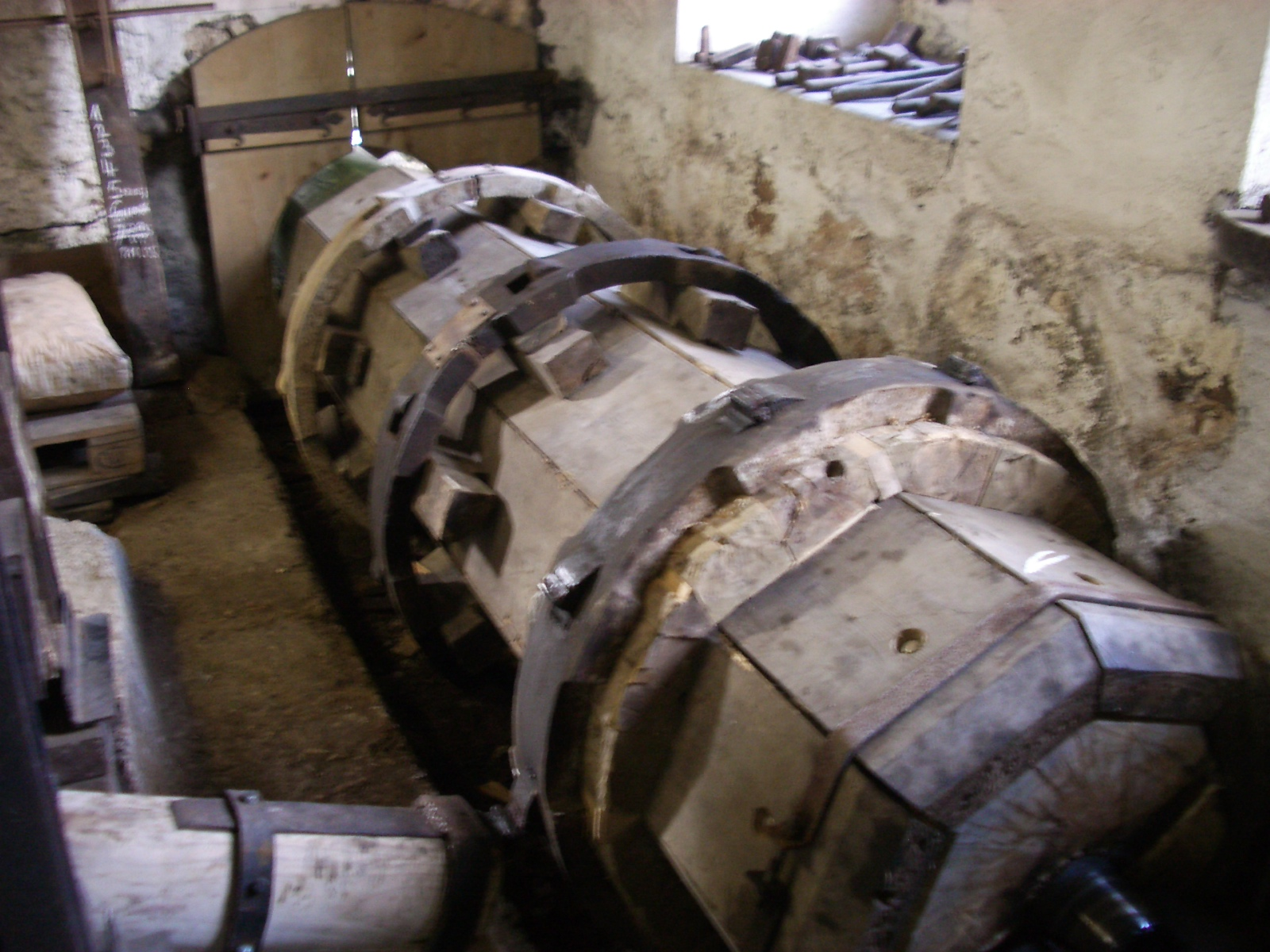
Kamaxel i en vattenhjuldriven smideshammare

## Historia
Kamaxlar finns beskrivna redan under antiken samt i Mesopotamien på 1200-talet där de användes för pumpar.
En desmodromisk eller konjugerande mekanism, utan ventilfjädrar, patenterades redan 1896 av Mees och användes i Mercedes 300SL på 1950-talet samt av Ducati.
Den överliggande kamaxeln uppfanns (1902) av den amerikanska motortillverkaren David Dunbar Buick, grundaren av "Buick Motor Company". Företaget återgick dock till stötstångsmotorer efter att General Motors köpte upp företaget 1908.
Motorer med dubbla överliggande kamaxlar framställdes sedan (1919) av Isotta Fraschini, Giustino Cattaneo, Austro-Daimlers Ferdinand Porsche, Stephen Tomczak och W. O. Bentley.